# Застава Ватикана
Застава Ватикана састоји се од два поља једнаке величине жуте (симбол злата) и беле боје. Када је застава подигнута на копље, жуто поље је уз копље. Размер ширине и дужине заставе су 1:1. Наиме, застава Ватикана и застава Швајцарске су једине државне заставе на свету квадратног облика.
На средини белог поља налазе се два укрштена кључа, један жуте боје и други беле боје који су повезани црвеном врпцом. Изнад кључева смештена је папска тијара. Кључеви и тијара представљају грб Ватикана
Застава је прихваћена 7. јуна 1929. Исте је године папа Пије XI потписао уговор са Италијом, којим је коначно решено питање Папске државе.

## Галерија
- Застава Папске државе 
 (до 1808)
- Застава Папске државе 
 (1808–1870)
- Застава Ватикана
(2001–2023)
- Застава Ватикана
(2023–данас)